# Dariusz Wyka
Dariusz Wojciech Wyka (ur. 3 grudnia 1991 w Przemyślu) – polski koszykarz występujący na pozycji środkowego, od 2024 zawodnik Górnika Wałbrzych (Górnik Zamek Książ Wałbrzych).
13 czerwca 2014 przedłużył umowę z klubem Miasta Szkła Krosna. 4 czerwca 2017 podpisał umowę z zespołem Asseco Gdynia.
8 czerwca 2020 został zawodnikiem Legii Warszawa.
W czerwcu 2024 przeszedł do Górnika Wałbrzych (Górnik Zamek Książ Wałbrzych).

## Osiągnięcia
Stan na 18 lutego 2024, na podstawie, o ile nie zaznaczono inaczej.
Drużynowe
- Wicemistrz Polski (2022)[8]
- Brązowy medalista mistrzostw Polski (2019)[9]
- Zdobywca Pucharu Polski (2024)[10]
- Awans do PLK z Miastem Szkła Krosno (2016)
- Uczestnik rozgrywek Pucharu Polski (2009–2011, 2013/14)
- Brązowy medalista mistrzostw Polski juniorów starszych (U–20 – 2011)
- Finalista Pucharu Polski (2019)[11]

Indywidualne
- MVP kolejki EBL (17 – 2018/2019)[12]
- Zaliczony do I składu:
  - I ligi męskiej (2016)
  - mistrzostw Polski juniorów starszych (U–20 – 2011)
  - kolejki EBL (20 – 2020/2021, 5 – 2021/2022)[13][14]
- Lider w blokach:
  - I ligi (2013, 2016)
  - II ligi (2011)

Reprezentacja
- Wicemistrz Europy U–18 dywizji B (2009)
- Uczestnik mistrzostw Europy U–20 dywizji B (2011 – 9. miejsce)